# デビッド・スターン
デビッド・ジョエル・スターン（David Joel Stern、1942年9月22日 - 2020年1月1日）は、アメリカ合衆国の弁護士。北米のプロバスケットボールリーグNBAの第4代コミッショナー。同職に就任した1984年以降リーグの再建と改革に取り組み、当初は破産の淵にあったリーグを北米でも有数のプロスポーツリーグに成長させただけでなく、世界的な事業展開にも成功させている。スターンをプロスポーツ界で屈指のコミッショナーと評価する声がある一方で、リーグの選手やチームオーナーの一部からは独善的な手法に批判が上がることもあった。

## 生い立ちと青年時代
アメリカ合衆国・ニューヨーク市にてスターンは食料品店を営むユダヤ系の家庭に生まれた。子供時代からしばしば店の手伝いをしていたスターンは、後年勤労の倫理を店内のカウンターで学んだと述懐している。若い頃のスターンは、多くの子供と同様にバスケットボールをプレイすることがあり、地元のNBAチームニューヨーク・ニックスのファンでもあったが、バスケットボールとのかかわりはそれ以上のものではなかった。
公務員になることを考えていたスターンはラトガース大学に入学、政治学と歴史学を学び、優秀な成績で卒業した。卒業後はコロンビア大学の法科大学院に進み、法律を学んだ。スターンはコロンビア大の最初の一年間は店の手伝いをしながら勉強した。

## NBAとのかかわり
1966年にコロンビア大での課程を修了したスターンは、ニューヨークにあるプロクソーアー・ローズ法律事務所に就職。NBAの本部はニューヨークにあり、スターンに与えられた仕事は弁護士としてNBAの外部顧問になることだった。その後10年以上にわたり、スターンはNBAに法律面での助言を行った。
1978年、当時NBAのコミッショナーだったラリー・オブライエンはスターンを誘い、NBAの法務部門立ち上げにかかわるよう要請した。これを受け入れたスターンは法律事務所を離れ、顧問としてNBAに加わった。そして2年後の1980年には取締役副社長としてコミッショナーに次ぐ地位に昇進した。
この時期には、スターンの主導により他のリーグに先駆けてサラリーキャップが導入された。各チームに選手年俸の合計額の上限を定めることにより、財政的な基盤の弱い球団の不利を軽減することが目的だった。
1970年代末期のNBAは、労使間の紛争だけでなく選手の薬物使用などの問題も抱えており、悪いイメージがつきまとったリーグの人気は低迷していた。新人だったマジック・ジョンソンが活躍した1980年のNBAファイナルは録画で深夜に放送されるに過ぎず、視聴率も思わしくなかった。当時は23あった球団のうち17が赤字を出しており、リーグの財政が破綻する可能性があった。

## コミッショナー就任と80年代の変革
1984年の2月、コミッショナーを退いたオブライエンの後を継ぎ、スターンがコミッショナーに選出された。当初スターンが取り組んだのは、薬物の使用をリーグから排除し悪いイメージを払拭すること、そしてリーグを財政的に再建することだった。
スターン指揮下のNBAは、選手の薬物使用に関し治療の支援をするという方針を採った。リーグが提供する薬物濫用の治療プログラムに取り組む者には更生の機会を与えたが、受け入れない選手はリーグから追放された。
スターンがNBAを主導した1980年代は、スター選手に恵まれた時代でもあった。スターンがコミッショナーに就任した1984年の決勝ではボストン・セルティックスとロサンゼルス・レイカーズが対戦。両チームのエースだったラリー・バードとマジック・ジョンソンは大学時代からのライバル同志であり、両者が対決した決勝のシリーズは全米で大きな注目を集めた。
またそのシーズン終了後のドラフトでは、ロサンゼルスオリンピック金メダリストのマイケル・ジョーダンがシカゴ・ブルズに入団。ジョーダンの活躍は新たなファンの獲得に大いに貢献した。ラリー・バード、マジック・ジョンソン、マイケル・ジョーダンは海外にもファンを持つようになり、NBAは次第に国際的な知名度を高め始めた。80年代末期には日本のNHKも定期的にNBAの試合を放送するようになった。
80年代は米国でケーブルテレビが普及した時代でもあった。NBAの球団の多くは地元のケーブルテレビ局と契約し、ファンは大手ネットワークが放送しない試合を視聴できるようになった。ケーブルテレビによる試合の放送もNBA人気の底上げに貢献した。
同じ時期にスターンはNBA関連の映像等の商品化を統括するNBAエンターテインメントを設立。この会社が関わった商品のうち、初期にヒット作になったのはマイケル・ジョーダンのプレイをまとめたハイライトビデオだった。
NBA人気の高まりを受け、スターンはリーグの拡大に乗り出した。80年代末期の1988年には新設球団シャーロット・ホーネッツ（現ニューオーリンズ・ペリカンズ）が、1989年にはミネソタ・ティンバーウルブズとオーランド・マジックがリーグに新たに加わった。

## 90年代以降の事業拡張
マジック・ジョンソンとラリー・バードに牽引された80年代が過ぎ、1990年代に入るとマイケル・ジョーダンのシカゴ・ブルズが強豪として台頭していた。1991年にシカゴ・ブルズがマジック・ジョンソンのロサンゼルス・レイカーズを破って初優勝を果たすと、ブルズとジョーダンの人気は頂点に達し、NBA人気も世界的なものになりつつあった。
1992年のバルセロナオリンピックにNBA選手が米国代表として参加したのはこのような時だった。ジョーダン、マジック・ジョンソン、ラリー・バードら名選手が一堂に集まったドリームチームはオリンピックを席捲し、NBAの知名度を世界的にさらに押し上げることに貢献した。以降のNBAは次第に海外からの選手を増やしていくと同時に、その選手たちの出身国でも人気を高めることになった。
90年代のNBAは、海外での事業展開に力を入れたことも特徴だった。シーズン開幕前にNBAのチームがヨーロッパを訪れオープン戦を開くようになったのは90年代に入ってからだった。また90年代初頭から、NBAはシーズンの公式戦を日本でも行っている。
海外市場への展開を本格化するため、NBAは米国以外にも事務所を開くようになった。現在は本部のニューヨークの他、マイアミ、トロント、メキシコシティ、ロンドン、パリ、バルセロナ、東京、台湾、香港、シンガポール、メルボルンと世界の主要な地域に事務所を置いている。
カナダにチームを置くこともスターンとNBAの願いだった。1995年にはバンクーバー・グリズリーズ（のちにメンフィスに移転）とトロント・ラプターズが創設され、NBAは新たな市場を獲得した。
90年代後半になると、スターンは更なる新規市場の開拓を目指し、女子のプロバスケットボールリーグの設立に取り組んだ。1996年にはWNBAがNBAの支援のもと発足し、翌年には最初のシーズンが始まった。
1999年にはマイケル・ジョーダンが引退し、同時期にNBAは選手と球団オーナー側による労使交渉の行き詰まりによりロックアウトが発生、シーズンの開幕が4か月遅れるという事態に陥った。これらによりリーグの人気は低下し、NBAと各球団の収入も低下するという不利な条件にありながら、スターンはテレビ局との交渉で放映権を24パーセント上乗せすることに成功し、辣腕ぶりを発揮している。

## 業績の統括
スターンがコミッショナーに就任して以降の20年以上の期間で、当初は破産の危機にあったリーグの収益は5倍になっており、観客は60パーセント増加している。米国内でも注目度が低かったNBAの試合は今や世界の200以上の国や地域で放送されている。営業面でのスターンの手腕は否定しがたいものであり、一代でリーグの経営状況を大きく向上させたことはプロスポーツ界でもあまり例のない業績である。
一方で、NBAであまりに大きな権限を行使していることや、規則の厳格な適用は一部で不評を買うこともある。リーグの規定を違反した者に対しては、選手ばかりか場合によっては球団オーナーであっても罰則適用の対象になり、罰金の支払いが求められた。リーグのイメージを悪くする恐れがある行為に対しても厳しい態度で臨んでいる。スターンは挑発的な歌詞を含むCDを発売しようとしたアレン・アイバーソン（フィラデルフィア・セブンティシクサーズ）を批判し、結局CDの発売は中止となった。
近年では、NBAが設けた服装規定（ドレスコード）が論争の的となった。チームの選手として活動する時には事実上スーツの着用を求める規定に対し、ヒップホップ風のファッションに親しむ一部の選手からは「人種差別である」という批判もあがり、議論を呼んだ。

## 晩年
スターンは国際バスケットボール連盟（FIBA）殿堂に顕彰された。
2019年12月12日に脳内出血で倒れ、緊急手術を受けて治療が行われていたが、2020年1月1日に死去した。77歳没。